# Liste des musées du Staffordshire
Cette liste des musées du Staffordshire, Angleterre contient des musées qui sont définis dans ce contexte comme des institutions (y compris des organismes sans but lucratif, des entités gouvernementales et des entreprises privées) qui recueillent et soignent des objets d'intérêt culturel, artistique, scientifique ou historique. leurs collections ou expositions connexes disponibles pour la consultation publique. Sont également inclus les galeries d'art à but non lucratif et les galeries d'art universitaires. Les musées virtuels ne sont pas inclus.

## Musées
| Nom                                           | Image | Ville/City           | District                | Type              | Résume |
| --------------------------------------------- | ----- | -------------------- | ----------------------- | ----------------- | --- |
| AirSpace Gallery                              |       | Stoke-on-Trent       | Stoke-on-Trent          | Art               | website, galerie d'art contemporain |
| Ancient High House                            |       | Stafford             | Stafford                | Maison historique | Maison de ville élisabéthaine à pans de bois avec différents meubles et présentoirs d'époque, dont la guerre civile anglaise, les époques édouardienne et victorienne |
| Apedale Heritage Centre                       |       | Chesterton           | Newcastle-under-Lyme    | Mine              | Histoire de la mine de charbon, artefacts, visites de mines, collection de locomotives industrielles à voie étroite de Moseley Railway Trust |
| Bratch Pumping Station                        |       | Bratch               | South Staffordshire     | Technologie       | Station de pompage victorienne avec moteur à vapeur, actuellement non ouverte |
| Brindley's Mill and the James Brindley Museum |       | Leek                 | Staffordshire Moorlands | Mill              | Le moulin à maïs à eau du XVIIIe siècle expose le constructeur du canal du XVIIIe siècle James Brindley |
| Cheddleton Flint Mill                         |       | Cheddleton           | Staffordshire Moorlands | Industrie         | Moulin à eau construit pour broyer le silex destiné à l'industrie de la poterie, à la maison du meunier, aux fours à silex, au séchoir et aux dépendances |
| Chillington Hall                              |       | Brewood              | South Staffordshire     | Maison historique | Maison de campagne géorgienne du XVIIIe siècle, reflétant 800 ans de propriété familiale, paysage conçu par Capability Brown |
| Claymills Pumping Station                     |       | Burton upon Trent    | East Staffordshire      | Technologie       | Station de pompage d'égouts victorienne restaurée avec beam engines |
| Dudson Museum                                 |       | Stoke-on-Trent       | Stoke-on-Trent          | Industrie         | website, histoire de la société de vaisselle en céramique Dudson et collection d'articles en céramique |
| Erasmus Darwin House                          |       | Lichfield            | Lichfield               | Maison historique | Maison du poète et médecin Erasmus Darwin, grand-père du naturaliste Charles Darwin, époque du XVIIIe siècle , expositions biographiques, scientifiques et poétiques |
| Etruria Industrial Museum                     |       | Etruria              | Stoke-on-Trent          | Industrie         | Moulin à os et à silex du XIXe siècle construit pour broyer des matériaux pour l'industrie de la poterie, équipé d'un moteur à vapeur en état de fonctionnement |
| Ford Green Hall                               |       | Smallthorne          | Stoke-on-Trent          | Maison historique | Maison de paysans à colombages du XVIIe siècle avec mobilier, textiles, céramique et jardin d'époque du XVIIe siècle |
| Gladstone Pottery Museum                      |       | Longton              | Stoke-on-Trent          | Industrie         | Usine de poterie victorienne pour la confection de vaisselle en porcelaine tendre, comprend le matériel d’origine, des fours, la maison du médecin de l’époque, une galerie de carreaux décoratifs, une collection de toilettes décoratives victoriennes                                        |
| Izaak Walton's Cottage                        |       | Stafford             | Stafford                | Maison historique | website, maison de l'auteur Izaak Walton, maison à colombages du XVIe siècle , présente sa vie et l'histoire de la pêche |
| Keele University Art Gallery                  |       | Université de Keele  | Newcastle-under-Lyme    | Art               | website |
| Kinver Edge and the Rock Houses               |       | Kinver               | South Staffordshire     | Maison historique | Exploité par le National Trust, la haute crête en grès qui abritait autrefois les derniers habitants des cavernes de Grande-Bretagne présente des maisons rupestres d'Austin Rock restaurées à l'apparence victorienne                                                                          |
| Lichfield Museum                              |       | Lichfield            | Lichfield               | Local             | Histoire locale, caractéristiques Staffordshire Millennium brodées avec des panneaux reflétant 1000 ans d'histoire de la ville |
| Mill Meece Pumping Station                    |       | Millmeece            | Stafford                | Technologie       | Station de pompage du début du XXe siècle avec moteurs à vapeur |
| Moorcroft Heritage Visitor Centre             |       | Burslem              | Stoke-on-Trent          | Industrie         | website, visite guidée de l'usine et musée de la poterie Moorcroft |
| Moseley Old Hall                              |       | Fordhouses           | South Staffordshire     | Maison historique | Exploité par le National Trust, maison et jardin du XVIIe siècle, réputés pour être l'une des cachettes du roi Charles II après sa défaite à la bataille de Worcester en 1651 |
| Museum of Cannock Chase                       |       | Hednesford           | Cannock Chase           | Multiple          | website, histoire locale, mines de charbon, maison du mineur du tournant du siècle, salle des années 1940, jouets |
| National Brewery Centre                       |       | Burton upon Trent    | East Staffordshire      | Industrie         | Histoire de la brasserie, artefacts de brassage, collection de véhicules de collection, moteur à vapeur en marche |
| Newcastle Museum & Art Gallery                |       | Newcastle-under-Lyme | Newcastle-under-Lyme    | Multiple          | website, également connu sous le nom de Borough Museum & Art Gallery, scène de rue victorienne comprenant des Quincaillerie, Prêt sur gage et des Pharmacie un cabinet de médecin, des jouets, une maison d'époque des années 1930-1940, des expositions d'artisanat et de design contemporains |
| Nicholson Museum & Art Gallery                |       | Leek                 | Staffordshire Moorlands | Art               | website |
| Potteries Museum & Art Gallery                |       | Hanley               | Stoke-on-Trent          | Multiple          | Beaux-arts, arts décoratifs, y compris collection de céramiques du Staffordshire, histoire locale, histoire naturelle |
| Raven Mason Collection                        |       | Newcastle-under-Lyme | Newcastle-under-Lyme    | Art               | website, exploité par Keele University, collection d' objets en ironstone et en porcelaine Mason , situé à Keele Hall |
| Redfern’s Cottage: Museum of Uttoxeter Life   |       | Uttoxeter            | East Staffordshire      | Local             | website, histoire locale |
| Samuel Johnson Birthplace Museum              |       | Lichfield            | Lichfield               | Biographie        | Salles reconstituées, vie et œuvre de l'auteur Samuel Johnson |
| Shire Hall Gallery                            |       | Stafford             | Stafford                | Art               | Expositions d'art visuel, d'artisanat et de photographie, également restauré salle d'audience du XIXe siècle |
| Shugborough Hall                              |       | Milford              | Cannock Chase           | Living            | Propriété du National Trust et exploitée par le Staffordshire County Council, maison de campagne du XVIIIe siècle, potager muré et ferme modèle en activité, y compris moulin à eau en activité et musée - "The Complete Working Historic Estate"                                               |
| Spode Works Visitor Centre                    |       | Stoke-on-Trent       | Stoke-on-Trent          | Industrie         | Histoire et exemples de poterie et de porcelaine Spode |
| Stafford Castle                               |       | Stafford             | Stafford                | Histoire          | Restes en ruine d'une reconstitution d'un château médiéval du XIXe siècle, centre d'accueil des visiteurs présentant des châteaux d'origine et actuels, expositions de la vie médiévale |
| Staffordshire County Museum                   |       | Milford              | Cannock Chase           | Local             | Situé dans le quartier des serviteurs de Shugborough Hall |
| Staffordshire Regiment Museum                 |       | Whittington          | Lichfield               | Militaire         | Histoire du régiment, uniformes, armes, médailles, insignes royaux, réplique de tranchée de la Première Guerre mondiale, véhicules blindés |
| Staffordshire Yeomanry Museum                 |       | Stafford             | Stafford                | Militaire         | Situé dans les combles de l'Ancient High House, histoire et souvenirs du Staffordshire Yeomanry |
| Tamworth Castle                               |       | Tamworth             | Tamworth                | Maison historique | Château normand de motte-et-bailey du XIe siècle avec son grand hall, ses chambres tudor et ses salles de réception victoriennes |
| Letocetum / Wall Roman Site                   |       | Wall                 | Lichfield               | Archéologie       | Exploité par l'English Heritage, propriété du National Trust sous le nom de "Letocetum Roman Baths and Museum", vestiges d'une colonie romaine et musée d'artefacts |
| Wedgwood Museum                               |       | Barlaston            | Stafford                | Art               | Histoire et expositions de la Wedgwood ceramics, fondateur Josiah Wedgwood, processus de fabrication de la céramique |
| Weston Park                                   |       | Weston-under-Lizard  | South Staffordshire     | Maison historique | Grande maison et jardins d'époque du XVIIe siècle, domaine aménagé par Capability Brown, galerie d'art dans un grenier du XVIIe siècle restauré |
| Whitmore Hall                                 |       | Whitmore             | Newcastle-under-Lyme    | Maison historique | Maison du XVIIe siècle ouverte de manière limitée |

## Musées fermés
- Ceramica, Burslem, fermé en 2011
- Coors Visitor Centre, les collections font maintenant partie du National Brewery Centre, Burton upon Trent